# Pennar
Der ca. 597 km lange Pennar (auch Pennaru, Penneru, Penna oder Penner) ist ein Fluss im Süden Indiens; er mündet in den Golf von Bengalen.

## Verlauf
Der Pennar entspringt ca. 50 km nördlich von Bangalorein den Nandi Hills im Bundesstaat Karnataka. Von dort fließt er anfangs nach Norden, wendet sich dann aber nach Osten. Er wird mehrmals aufgestaut. Der Fluss durchbricht die Ostghats, wo er von der Somasila-Talsperre aufgestaut wird. Am Unterlauf liegt die Stadt Nellore. Schließlich mündet er 15 km weiter östlich bei Utukuru in den Golf von Bengalen.

## Flusssystem
Der Pennar entwässert ein Areal von 55.213 km², wovon 87 % (48.276 km²) in Andhra Pradesh und 13 % (6937 km²) in Karnataka liegen. Die wichtigsten Nebenflüsse sind Jayamangali, Kunderu, Sagileru von links sowie Chitravati, Papagni und Cheyyeru von rechts.

## Orte am Fluss
Städte am Pennar neben Nellore sind: Hindupur, Proddatur, Gauribidanur, Tadipatri und Jammalamadugu. Kadapa, die historische Hauptstadt der Region, ist nur wenige Kilometer vom Fluss entfernt.